# Coenosia partita
Coenosia partita är en tvåvingeart som beskrevs av Willi Hennig 1961. Coenosia partita ingår i släktet Coenosia och familjen husflugor. Inga underarter finns listade i Catalogue of Life.